# Emma Roberts
Emma Rose Roberts (10. veljače 1991.), američka je glumica, pjevačica, tekstopisac i dizajnerica. Kćerka je glumca Erica Robertsa i nećakinja poznate glumice Julije Roberts. 

## Glumačka karijera
Kao vrlo mala Emma Roberts provodila je mnogo vremena na filmskim setovima, na kojima je glavna zvijezda bila njezina teta, nezaboravna Zgodna žena Julia Roberts. Stoga i ne čudi što su sva ta iskustva probudila u njoj želju da prati oca i tetu u filmskoj industriji. Unatoč tome što je Kelly Cunningham, Emmina majka, željela da njezina djevojčica ima normalno, obično djetinjstvo, devetogodišnja Emma pojavila se u filmu "Blow" (Bijeli prah) i tako počela svoju karijeru. U spomenutom filmu utjelovila je Kristinu Jung, kćerku dilera droge Georgea (Johnny Depp). Budući da je film bio zabranjen za maloljetnike, majka nije dopuštala Emmi da pogleda svoj prvi filmski uradak sve dok ne napuni osamnaest godina. Unatoč tome, redatelj filma za Emmu je uradio poseban snimak, na koji je uvrstio samo scene u kojima se ona pojavljuje. Pravu svjetsku slavu, međutim, Emma Roberts okusila je kao trinaestogodišnjakinja, i to onda kad je dobila ulogu Addie u teen-seriji Unfabulous. TV serija premijerno je prikazana u rujnu 2004., a uskoro je postala i jedna od najgledanijih teen-serija programa Nickelodeon. Za nastup u toj TV-seriji zaradila je čak devet nominacija, i to na dodjelama nagrada "Teen Choice", "Young Artist" i "Kids Choice". Budući da njezin lik Addie Singer, baš kao što joj govori i prezime, u seriji Unfabulous pjeva i svira gitaru, producenti su se ubrzo dosjetili da bi Emma, po uzoru na Hilary Duff i Lindsay Lohan, s TV ekrana mogla zakoračiti i na glazbenu pozornicu. 2006. godine Emma se vratila velikom ekranu, kad se u TV filmu Aquamarine kao Claire pojavila zajedno sa Sarom Paxton (sirena Aquamarine) i pjevačicom JoJo (Hailey). Već u prvom tjednu ovaj film zauzeo je peto mjesto na box-officeu zaradivši čak osam milijuna dolara, a zahvaljujući tom filmskom projektu Emma je osvojila i nagradu "Young Artist" za najbolju glavnu ulogu. Godine 2008. dobila je ulogu Poppy Moore u teen-filmu "Wild Child" (Buntovnica iz internata), a 2009. je godine u kinima igrao i film "Hotel For Dogs" (Hotel za pse), u kojem je glumila zajedno s Jakeom T. Justinom. U međuvremenu je gostovala u zabavnoj emisiji "Punk'd" (Jesam te!) voditelja Ashtona Kutchera te u TV seriji Drake i Josh, posudila je glas liku Wilme u animiranom filmu The Flight Before Christmas, a snimila je i nešto manje uspješan film Nancy Drew“.

## Glazbena karijera
Godine 2005. objavila je debi-album Unfabulous And More, a tijekom iste godine snimila je singl If I Had It My Way, koji se pojavio kao glazbena podloga u Disneyjevu filmu "Ice Princess", te Božićnu pjesmu Santa Claus Is Coming To Town. Za film "Aquamarine" snimila je singl Island in the Sun.

## Ostali poslovi
Postala je i model za modnu marku Dooney & Bourke, za koju je dizajnirala jednu torbicu koja nosi njezino ime. Pojavila se i na naslovnici megapopularnog magazina Rolling Stone, što baš i ne uspijeva svakom.

## Filmografija
| Godina | Naslov                        | Uloga                     | Bilješke        |
| ------ | ----------------------------- | ------------------------- | --------------- |
| 2001.  | BigLove                       | Delilah                   |                 |
| 2001.  | Blow                          | Mlada Kristina Jung       |                 |
| 2002.  | Grand Champion                | Sestra glavnog lika Buddy |                 |
| 2006.  | Moj prijatelj špijun          | Amelia Muggins            |                 |
| 2006.  | Aquamarine                    | Claire Brown              | Glavna uloga    |
| 2007.  | Nancy Drew                    | Nancy Drew                | Glavna uloga    |
| 2008.  | The Flight Before Christmas   | Wilma                     | Posudila glas   |
| 2008.  | Buntovnica u internatu        | Poppy Moore               | Glavna uloga    |
| 2009.  | Hotel za pse                  | Andi                      | Glavna uloga    |
| 2009.  | Lymelife                      | Adrianna Bragg            | Glavna uloga    |
| 2009.  | The Winning Season            | Abbie                     |                 |
| 2010.  | Valentinovo                   | Grace Smart               |                 |
| 2010.  | 4.3.2.1                       | Joanne                    | Glavna uloga    |
| 2010.  | Dvanaest                      | Molly Norton              |                 |
| 2010.  | Memoirs of a Teenage Amnesiac | Alice Leeds               |                 |
| 2010.  | It's Kind of a Funny Story    | Noelle                    |                 |
| 2010.  | What's Wrong with Virginia    | Jessie Tipton             |                 |
| 2011.  | A Great Education             | Liza                      | Post-produkcija |
| 2011.  | Vrisak 4                      | Jill Roberts              |                 |
| 2011.  | Domaća zadaća                 | Sally                     | Glavna uloga    |
| 2011.  | Thirteen Reasons Why          |                           | Postprodukcija  |

2016.            Scream queens                               Chanel Oberlin                    Glavna uloga
| Godina        | Naslov               | Uloga              | Bilješke                                                |
| ------------- | -------------------- | ------------------ | ------------------------------------------------------- |
| 2004. – 2007. | Unfabulous           | Addie Singer       | Glavna uloga                                            |
| 2004.         | Drake i Josh         | Addie              | Gostujuća uloga u epizodi "Honor Council"               |
| 2010.         | Jonas L.A.           | Herself            | Gostujuća uloga u epizodi "House Party"                 |
| 2013.         | Family Guy           | Amanda Barrington  | Gostujuća uloga u epizodi "No Country Club for Old Men" |
| 2013.         | Američka horor priča | Madison Montgomery | Glavna uloga                                            |

## Diskografija
Studijski albumi
- 2005. Unfabulous and More

Gostovanja na soundtrackovima
- 2005. Unfabulous and More
- 2005. Ice Princess
- 2006. Aquamarine

Drugi objavljeni singlovi
- 2005. Santa Claus Is Coming To Town

## Vanjske poveznice
- Službena stranica
- Emma Roberts u internetskoj bazi filmova IMDb-u (engl.)